# Myrsine juddii
Myrsine juddii är en viveväxtart som beskrevs av Edward Yataro Hosaka. Myrsine juddii ingår i släktet Myrsine och familjen viveväxter. Inga underarter finns listade i Catalogue of Life.